# バリンスキーの定理
数学の一分野である多面体組み合わせ論におけるバリンスキーの定理（バリンスキーのていり、英: Balinski's theorem）とは、三次元多面体およびより高次元のポリトープの持つグラフ理論的構造に関する定理である。あるd-次元凸多面体あるいはポリトープ（そのスケルトン）の頂点と辺から無向グラフを形成するとき、そのグラフは少なくともd-頂点連結（すなわち、どのような d − 1 個の頂点を取り除いても、残されたグラフは連結）である、ということを述べた定理である。例えば、三次元のある多面体に対して、その頂点の内の二つ（およびそれらに接続している辺）が取り除かれたとしても、残された任意の頂点のペアにはそれらをつなぐ頂点と辺の路が存在する。
バリンスキーの定理は、その証明を1961年に与えた数学者のミシェル・L・バリンスキーの名にちなむ。しかし三次元の場合については二十世紀初頭に、三次元多面体のグラフは3-連結平面グラフであるというシュタイニッツの定理として結果が得られていた。

## バリンスキーの証明
バリンスキーの証明は、凸ポリトープ上の線型関数の最小あるいは最大を見つける上でのシンプレックス法（線型計画問題）の正確さに依拠している。シンプレックス法では、ポリトープに含まれる任意のある頂点から出発し、関数の値を改善するような隣接する頂点への移動を繰り返す。そのような改善が出来なくなったときに、最適な関数値が得られるということである。
S を、ポリトープのグラフから取り除かれるべき、d より少ない数の頂点からなる集合としたとき、バリンスキーの証明ではそれにもう一つの頂点 v0 を加え、その集合上では値が 0 となるが全空間では恒等的に 0 ではない線型関数 ƒ を見つける。すると、ƒ が非負となるような任意の残された頂点（v0 も含む）は、シンプレックス法によって、ƒ の値が最大となるような頂点へと連結される一方、任意の残された頂点で ƒ の値が非正となるようなもの（やはり v0 も含む）は、同様に、ƒ の値が最小となるような頂点へと連結される。結果として、残されたグラフは全体で連結ということになる。